# Earl Jean
Earl Jude Jean (Castries, 9 de outubro de 1971) é um ex-futebolista e treinador de futebol santa-lucense.

## Carreira
Em sua carreira de jogador, que durou entre 1991 e 2009, Jean recebeu o apelido de The Flea ("A Mosca", em português), por sua agilidade.
Não tendo atuado em clubes de seu país natal, jogou principalmente em clubes de Portugal (Oliveirense, União de Coimbra, Leça e Felgueiras) e da Inglaterra. A mais tradicional equipe inglesa que o atacante defendeu foi o Ipswich Town, na temporada 1996-97, embora tenha jogado apenas uma vez, entrando na partida contra o Stoke City no empate por 1 a 1. Ele ainda atuou por Rotherham United e Plymouth Argyle, com razoável destaque.
Já veterano, atuou no futebol de Trinidad e Tobago, destacando-se no W Connection, clube que defenderia 3 vezes - durante o período, teve rápidas passagens por Hibernian (Escócia) e Hefei Chuangyi (China). Encerrou a carreira em 2009, no San Juan Jabloteh, e no mesmo ano virou técnico da equipe. Voltaria ao W Connection em 2010, desta vez como auxiliar de Stuart Charles-Fevrier, que também fora seu treinador nos Savonetta Boys entre 1999 e 2002.

## Seleção
Entre 1990 e 2002, The Flea jogou pela Seleção Santa-Lucense. O número de partidas não é conhecido oficialmente, embora seja o maior artilheiro dos Papagaios, com 20 gols - destes, 5 foram na goleada por 14 a 1 na Copa do Caribe de 2001, sobre as Ilhas Virgens Americanas, em partida disputada no Haiti.

## Links
- Earl Jean em National-Football-Teams.com